# Landelijke Bijzondere Bijstandseenheid
De Landelijke Bijzondere Bijstandseenheid (LBB) is een onderdeel van de Dienst vervoer en ondersteuning (DV&O) van het Nederlandse Ministerie van Justitie en Veiligheid, en is inzetbaar voor uiteenlopende specialistische werkzaamheden. Het is als het ware de mobiele eenheid voor het gevangeniswezen en voor de klinieken voor jeugd, tbs en de forensische zorg. De leden van de LBB kunnen worden ingezet om de orde te herstellen of te handhaven in locaties van de Dienst Justitiële Inrichtingen (DJI).
De LBB moet niet verward worden met de Bijzondere Bijstandseenheden (BBE) van de politie en de krijgsmacht, die sinds 2006 onderdeel zijn van de Dienst Speciale Interventies.

## Organisatie
De LBB is een onderdeel van de Dienst vervoer en ondersteuning (DV&O). DV&O is een landelijke dienst die voor de Dienst Justitiële Inrichtingen het vervoer van arrestanten, tbs-patiënten, volwassen gedetineerden, jongeren en vreemdelingen verzorgt. Ook vervoert de DV&O goederen voor de Rijksoverheid, verleent bijstand bij calamiteiten in (justitiële) inrichtingen en detacheert beveiligingsmedewerkers ter ondersteuning van DJI en organisaties die aan justitie gelieerd zijn.
De LBB vormt samen met het Bijzonder Ondersteuningsteam (BOT), Extra Beveiligd Vervoer (EBV) en Beveiligd Vervoer Internationale Strafhoven (BVIS) de Divisie Specialistische Taken binnen de DV&O. 
Tot de oprichting van de DV&O op 1 februari 1997 bestond de Dienst Ondersteuning Bijzondere Bijstand Justitie welke de huidige LBB taken uitvoerde. Op voornoemde datum werd deze dienst gelijktijdig met de Landelijke Vervoersdienst Justitie opgeheven en samengevoegd tot de Dienst Vervoer & Ondersteuning. 

## Taken
Leden van de LBB zijn, net als iedere medewerker van de DV&O, buitengewoon opsporingsambtenaar vallend onder domein VI, de generieke opsporing, en enkel als dit noodzakelijk is voor een goede uitvoering van de aan de functie verbonden taken. 
Feitelijk is er een direct verband nodig tussen de vervoers- en bewakingstaak van de DV&O (van een arrestant, gedetineerde of tbs gestelde) en een strafbaar feit alvorens de Boa bevoegdheid kan worden toegepast. De betreffende opsporingsbevoegdheid moet in de functiebeschrijving terug te vinden zijn. 
Voor 2011 (instelling van de Regeling Domeinlijsten Boa) waren de DV&O medewerkers specifiek aangewezen voor de opsporing van de artikelen 177, 179 tot en met 182, 184, 191 en 461, van het Wetboek van Strafrecht, de Opiumwet en de artikelen 13, eerste lid, 26, eerste en vijfde lid, en 27, eerste lid, van de Wet wapens en munitie. 
In feite zijn de DV&O Boa's sinds 2011 niet breder bevoegd. Domein VI, Generieke Opsporing is een "rest" domein voor landelijke diensten die niet passen in de domeinen I tot en met V en geeft geen Algemene opsporingsbevoegdheid zoals in artikel 141 Wetboek van Strafvordering. De noodzaak tot opsporingsbevoegdheid voor zowel de Opiumwet als de Wet Wapens en Munitie én de noodzaak tot het uitrusten met wapenstok, pepperspray en vuurwapen in relatie tot de Boa bevoegdheid maakt dat de domeinen I tot en met V niet passend zijn. 
Noot: De DV&O medewerker heeft in basis zijn geweldsmiddelen op grond van de Penitentiaire Beginselenwet en de Geweldinstructie Penitentiaire Inrichtingen. De Boa geweldsbevoegdheid en geweldsmiddelen zijn hieraan complementair. 
Zoekacties
In bepaalde gevallen wordt de Landelijke Bijzondere Bijstandseenheid (LBB) van de DV&O ingeschakeld voor een zoekactie in een justitiële inrichting, om verboden goederen, zoals drugs, wapens of telefoons op te sporen die door de toegangscontrole heen zijn gekomen. Geregeld worden hierbij ook de speurhonden van de DV&O gebruikt. Jaarlijks controleren de drugshonden honderden keren personeel, bezoekers en leveranciers op drugs. Ook worden speciaal opgeleide telefoonhonden ingezet. Zij speuren naar mobiele telefoons in de inrichting.

### Ordehandhaving en evacuaties
Voor grootschalige calamiteiten en evacuaties roepen penitentiaire inrichtingen de hulp in van de LBB.

### Tbs- en persoonsbegeleiding
Personen die bij de DJI zijn ingesloten en die onder toezicht op verlof mogen, worden vaak door medewerkers van de LBB begeleid. Een speciale groep medewerkers binnen de LBB is opgeleid om de begeleiding op de fiets uit te voeren.
Persoonsbegeleiding is ook een taak van de LBB. Ze beveiligen onder andere rechters tijdens een huisbezoek of zittingen van personen die bij rechterlijke maatregel gedwongen worden opgenomen in een psychiatrisch ziekenhuis.

### Executie van vonnissen
De LBB kan ook de Nationale Politie ondersteunen bij de executie van vonnissen zoals vrijheidsstraffen, geldboetes, taakstraffen, schadevergoedings- en ontnemingsmaatregelen.

### Bijzondere beveiligingsopdrachten
Naast het transport van personen die bij de DJI zijn ingesloten, verzorgt de LBB ook beveiligd data- en valutatransport, afvoer van in beslag genomen drugs en het vervoer van geclassificeerde documentatie. Ook inlezen van beveiligde software en het activeren en programmeren van paslezers bij DJI en DJI-gerelateerde instellingen wordt door de LBB verzorgd.

### Ziekenhuisbewaking
Moet een gedetineerde overnachten in een burgerziekenhuis, dan wordt hij of zij bewaakt door medewerkers van de DV&O, om de veiligheid van de bezoekers en overige patiënten te waarborgen. Ook de meeste poliklinische bezoeken worden door de DV&O begeleid.

## Materieel
Iedere LBB'er is opgeleid als bedrijfshulpverlener en kan omgaan met ademlucht, EHBO en AED.

### Bewapening
Leden van de LBB kunnen zijn uitgerust met de volgende wapens (afhankelijk van hun taak):
- Dienstpistool: Walther P99QNL
- Semiautomatisch schoudervuurwapen: Heckler & Koch MP5
- Pepperspray
- Uitschuifbare wapenstok[bron?]

## Inzet en incidenten
Begin jaren 1990 werd de LBB meermalen ingezet bij het herstellen van de orde in het Grenshospitium in Amsterdam, waar 'kansloze' asielzoekers werden vastgehouden in afwachting van hun uitzetting. Bewoners waren zeer ontevreden over hun behandeling, wat leidde tot protestbijeenkomsten en mogelijk plannen voor een gewelddadige uitbraak. Naar aanleiding van dat laatste werd op 30 november 1992 de LBB ingezet om enkele 'raddraaiers' over te brengen naar de nabijgelegen Bijlmerbajes. Het hierbij door de LBB gebruikte geweld leidde tot een onderzoek door de Rijksrecherche.
In 2010 werd het LBB (opnieuw) ingezet in het detentiecentrum Schiphol, de opvolger van het Grenshospitium, om een zitstaking (sit-in) door daar vastzittende asielzoekers te beëindigen. Naar aanleiding van een klacht over disproportioneel geweld kwam de nationale ombudsman tot de conclusie dat weliswaar geen buitenproportioneel geweld was gebruikt, maar dat de inzet niet was toegestaan omdat er geen wettelijke basis voor bestond. Ook het gebruik van handboeien was niet toegestaan.